# Веретинський Андрій Анатолійович
Андрій Анатолійович Веретинський (нар. 3 червня 1973) — український футболіст, півзахисник та нападник.

## Життєпис
Футбольну кар'єру розпочав у 1999 році в ФК «Вінниця». Також захищав кольори другої команди клубу, яка мала назву «Нива» (Вінниця). Влітку 2000 року перейшов до хмельницького «Поділля». У травні повернувся до України, нетривалий період часу виступав в аматорському клубі «Нива-Текстильник». Влітку 2001 року підсилив склад ФК «Вінниці», яка в 2003 році змінила назву на «Нива» (Вінниця). Внаслідок фінансових проблем у 2005 році вінницький клуб відмовився від подальшої участі у професіональних футбольних змаганнях, а сам футболіст перейшов до «Ниви» (Бершадь). У другій половині 2006 року виступав у бурштинському «Енергетику», а влітку 2007 року, коли «Нива» відновила виступи на професіональному рівні, знову підсилив склад вінницького клубу. Наприкінці 2011 року завершив кар'єру професіонального гравця. Після цього виступав в аматорських клубах.